# بال تيليكي
بال تيليكي (5 مارس 1906 – تاريخ الوفاة غير معروف) لاعب كرة قدم مجري راحل كان يجيد اللعب في خط الهجوم.
لعب طوال مسيرته الرياضية في أندية أميف أراد (1924-1926) تيميسفاري كينيسي (1926-1927) ديبريسين (1927-1937).
مثل منتخب رومانيا في مباراة واحدة (1927) كما مثل منتخب المجر في 8 مباريات مسجلا هدفين (1933-1937). شارك مع منتخب المجر في بطولة كأس العالم 1934 في إيطاليا حيث خرج من الدور الربع النهائي.

## وصلات خارجية
- بال تيليكي على موقع الاتحاد الدولي (مؤرشف)  (الإنجليزية)
- بال تيليكي على موقع قاعدة بيانات كرة القدم.إي يو (الإنجليزية)
- بال تيليكي على موقع ناشيونال فوتبول تيمز (الإنجليزية)
- بال تيليكي على موقع Soccerway.com (الإنجليزية)
- بال تيليكي على موقع عالم كرة القدم.نت (الإنجليزية)
- بال تيليكي على موقع كووورة
- سيرة ذاتية